# Neoarcturus biseralis
Neoarcturus biseralis là một loài chân đều trong họ Holidoteidae. Loài này được Kensley miêu tả khoa học năm 1978.